# Muzeum Regionalne w Bestwinie
Muzeum Regionalne im. ks. Zygmunta Bubaka w Bestwinie – muzeum położone w Bestwinie. Placówka mieści się w budynku dawnej szkoły i działa w ramach Gminnego Ośrodka Kultury w Bestwinie.
Muzeum powstało z inicjatywy założonego w 1992 roku Towarzystwa Miłośników Ziemi Bestwińskiej. W 1993 roku, decyzją Rady Gminy w Bestwinie, w miejsce Regionalnej Izby Pamięci powołano do życia muzeum.
Aktualnie na zbiory muzeum składają się ekspozycje związane z historią Bestwiny i okolic, ważnymi postaciami tych terenów, oraz życiem tutejszych mieszkańców. Ponadto prezentowany jest dawny warsztat tkacki oraz ekspozycja sztuki sakralnej. W znajdującej się przy placówce wozowni eksponowane są: kolasa wyjazdowa, półkoszka (wyjazdowy wózek z wiklinowym koszem) oraz sanie (szrombek).

Przy muzeum działają: Galeria „Na Prowincji” – placówka animacji sztuk plastycznych oraz Książnica Regionalna.

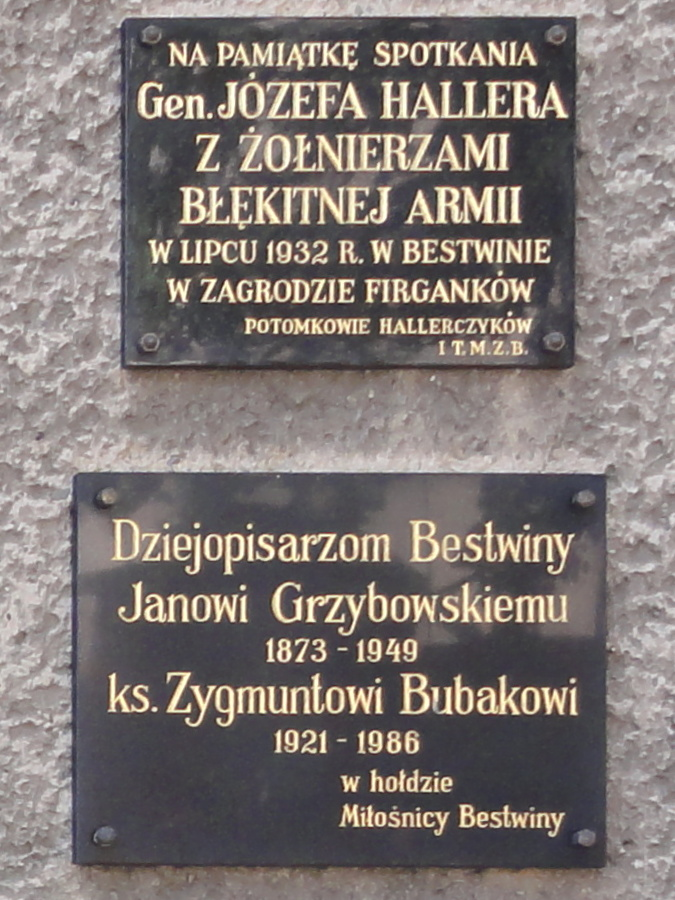
Tablice pamiątkowe ma gmachu muzeum

Muzeum jest obiektem całorocznym, czynnym od poniedziałku do piątku. Wstęp jest płatny.